# Émile Durkheim
Émile Durkheim (phát âm: [dyʁˈkɛm]; 15 tháng 4 năm 1858 - 15 tháng 11 năm 1917) là một nhà xã hội học người Pháp nổi tiếng, người đặt nền móng xây dựng chủ nghĩa chức năng và chủ nghĩa cơ cấu; người đã góp công lớn trong sự hình thành bộ môn xã hội học và nhân chủng học. Những công sức của ông trong việc thực hiện và biên tập tạp chí (L'Année Sociologique) đã giúp xây dựng xã hội học thành một môn khoa học xã hội được chấp nhận trong giới hàn lâm. Trong suốt cuộc đời mình, Durkheim đã thực hiện rất nhiều bài thuyết trình và cho xuất bản vô số sách xã hội về các chủ đề như giáo dục, tội phạm, tôn giáo, tự tử và nhiều mặt khác của xã hội. Ông được coi là một trong những nhà sáng lập môn xã hội học và là một nhân vật nổi bật của chủ nghĩa đoàn kết.

## Tiểu sử
Émile Durkheim, sinh 15 tháng 4 năm 1858 ở Épinal, nước Pháp trong một gia đình Do Thái. Mất năm 1917.
Năm 1879, do học giỏi, Durkheim đã được nhận vào Trường École Normale Supérieure Paris và bảo vệ thành công luận án tiến sĩ về đề tài "Nghiên cứu về tổ chức của các xã hội tiên tiến" (A study of the organization of advanced societies). Công trình này sau in thành sách với đầu đề là "Phân công lao động trong xã hội".
Năm 29 tuổi, Durkheim giảng dạy tại Trường Đại học Tổng hợp Bordeaux; trong thời gian làm việc ở Bordeaux, Durkheim đã hoàn thành những công trình xã hội học đồ sồ như "Phân công lao động trong xã hội" (The division of labor in society) (1893), "Các quy tắc của phương pháp xã hội học" (The rule of sociological method) (1895), "Tự tử" (Suicide) (1897).
Năm 1902, Durkheim giảng dạy tại Trường Đại học Tổng hợp Sorbone, tại đây vào năm 1912 ông viết một trong những tác phẩm xã hội học độc đáo và quan trọng nhất của mình "Những hình thức sơ đẳng của đời sống tôn giáo" (The elementary forms of religious life). Việc Durkheim đưa vào giảng dạy môn xã hội học trong nhà trường đại học đã mở đầu cho bước tiến quan trọng của xã hội học với tư cách là khoa học.
Ngày 15 tháng 11 năm 1917, Émile Durkheim qua đời tại Paris, nước Pháp do bị đột quỵ trong lúc giảng bài, hưởng thọ 59 tuổi.

## Quan niệm về xã hội học
Theo quan niệm của Durkheim, có thể định nghĩa khái quát xã hội học là khoa học nghiên cứu các sự kiện xã hội (social facts). Xã hội học sử dụng các phương pháp thực chứng (quan sát) để nghiên cứu, giải thích nguyên nhân và chức năng của các sự kiện xã hội. Để hiểu rõ về đối tượng và phương pháp nghiên cứu của xã hội học, cần phải tìm hiểu về bối cảnh ra đời xã hội học của Durkheim.
Xã hội nước Pháp thế kỷ thứ XIX trải qua những biến đổi sâu sắc về mặt chính trị, kinh tế, xã hội, khoa học và kỹ thuật; Năm 1871, Công xã Paris bị đàn áp đẫm máu. Công nghiệp hóa nước Pháp diễn ra mạnh mẽ kéo theo sự tích tụ dân cư vào các thành phố lớn, đồng thời xáo trộn, đổ vỡ các quan hệ xã hội và cộng đồng tạo ra tình trạng hỗn loạn mà Durkheim gọi là "vô tổ chức", "vô chính phủ đạo đức". Lối sống cạnh tranh, vị lợi làm căng thẳng mối quan hệ giữa các tầng lớp, các nhóm xã hội và đặc biệt mẫu thuẫn đối kháng giữa giai cấp vô sản và giai cấp tư sản trở nên quyết liệt.
Xã hội học của Durkheim đã ra đời trong bối cảnh xã hội có nhiều xáo trộn và biến đổi to lớn như vậy. Điều đó phần nào giải thích tại sao Durkheim cho rằng xã hội học có nhiệm vụ hàng đầu là tìm ra các quy luật xã hội để từ đó tạo ra trật tự xã hội trong xã hội hiện đại.
Về mặt lý luận khoa học, xã hội học Durkheim chịu ảnh hưởng của các nhà tư tưởng châu Âu; trong số đó có Jean - Jacqué Rousseau (1712-1778), Henri de Saint - Simon (1760-1825), Auguste Comte, Herbert Spencer, Wilhelm Wundt (1832-1920) và nhiều người khác. Chẳng hạn kế thừa và phát triển mô hình lý luận và phương pháp luận của xã hội học của Comte, Durkheim chủ trương xã hội học phải trở thành khoa học về các quy luật tổ chức xã hội.
Durkheim cho rằng, chỉ khi nào xác định đối tượng nghiên cứu của xã hội học như là sự vật thì xã hội học mới thực sự tách ra khỏi triết học, mới thoát khỏi chủ nghĩa giáo điều, kinh viện để trở thành khoa học cụ thể, mới có thể vận dụng các phương pháp khoa học để nghiên cứu xã hội. Xã hội tồn tại bên ngoài cá nhân và có trước cá nhân với nghĩa là cá nhân được sinh ra trong xã hội, và phải tuân thủ các chuẩn mực, phép tắc xã hội. Vì vậy, xã hội học cần phải xem xét hệ thống xã hội, cơ cấu xã hội và các hiện tượng xã hội với tư cách là các sự vật, các bằng chứng, các sự kiện.
Xã hội học của Durkheim chủ yếu xoay quanh vấn đề mối quan hệ giữa con người và xã hội. Phản ánh rõ các ý tưởng của Spencer về "cơ thể xã hội", tiến hóa xã hội, chức năng xã hội; tương tự như Spencer, Durkheim cho rằng xã hội biến đổi từ xã hội đơn giản (cơ học) đến xã hội phức tạp (hữu cơ). Durkheim cố gắng trả lời câu hỏi làm thế nào có thể bảo đảm tự do cá nhân mà không làm tăng tính ích kỷ của con người trong khi vẫn tạo ra trật tự xã hội. Durkheim chỉ ra vai trò đoàn kết của xã hội, của phân công lao động trong xã hội đối với việc duy trì trật tự xã hội nói riêng và hệ thống xã hội nói chung. Durkheim phân tích các quá trình vi mô làm nền tảng của trật tự xã hội; Chẳng hạn, ông nghiên cứu các quá trình tương tác trực tiếp, giao tiếp cá nhân và các nghi thức xã hội, và các hình thức sơ đẳng của đời sống tôn giáo để giải thích cách tổ chức và phát triển xã hội.

## Phương pháp luận nghiên cứu của xã hội học
Đối tượng nghiên cứu của khoa học xã hội học là các sự kiện xã hội (social facts). Khái niệm sự kiện xã hội được hiểu theo hai nghĩa:
1. Sự kiện xã hội vật chất: nhóm, dân cư và tổ chức xã hội;
2. Sự kiện xã hội phi vật chất: hệ thống giá trị, chuẩn mực, phong tục, tập quán xã hội. Sự kiện phi vật chất gồm cả các sự kiện đạo đức (moral facts), tức là các cách thức hành động, suy nghĩ và trải nghiệm.

Nội dung khái niệm xã hội có thể gây ra sự hiểu lầm rằng đối tượng nghiên cứu của xã hội học rất giống với tâm lý học vì nói tới các khía cạnh khác nhau của hành vi con người như hành động, tư duy và tình cảm. Để tránh hiểu lầm, Durkheim luôn nhấn mạnh yếu tố "xã hội" của đối tượng nghiên cứu của xã hội học.

### Đặc trưng cơ bản
Theo Durkheim, các sự kiện xã hội có ba đặc trưng cơ bản:
1. Thứ nhất, sự kiện xã hội phải là những gì ở bên ngoài cá nhân. Điều này thể hiện ở chỗ các cá nhân không chỉ sinh ra trong môi trường đã có sẵn các sự kiện như thiết chế, cơ cấu xã hội, chuẩn mực, giá trị, niềm tin v.v... Không những thế, các cá nhân còn phải học tập, tiếp thu, chia sẻ và tuân thủ các chuẩn mực giá trị..., tức là các sự kiện xã hội. Ngay cả khi các cá nhân tích cực, chủ động tạo dựng ra các thành phần của cơ cấu xã hội, các chuẩn mực giá trị, các quy tắc xã hội..., thì tất cả những cái đó đều có thể trở thành các sự kiện xã hội, tức là trở thành hiện thực bên ngoài cá nhân.
2. Thứ hai, các sự kiện xã hội bao giờ cũng là chung đối với nhiều cá nhân, nghĩa là được cộng đồng xã hội chia sẻ, chấp nhận.
3. Thứ ba, sự kiện xã hội bao giờ cũng có sức mạnh kiểm soát, hạn chế, cưỡng chế hành động và hành vi của các cá nhân. Trong xã hội có những quy định, những giới hạn, nếu vi phạm thì bị trừng phạt. Các điều khoản luật là những ví dụ rất rõ về đặc trưng điều này của sự kiện xã hội.

### Các nhóm quy tắc
Mặc dù sự kiện xã hội tồn tại ở bên ngoài cá nhân, chung cho cả xã hội, nhưng lại có khả năng kiểm soát, cưỡng chế hành động từ bên trong mỗi cá nhân. Xã hội học có hệ thống phương pháp luận với các quy tắc, quan điểm và các phương pháp nghiên cứu cụ thể. Durkheim chỉ ra năm loại nhóm quy tắc cần áp dụng trong nghiên cứu xã hội học, cụ thể:
1. Nhóm quy tắc thứ nhất, đòi hỏi khi quan sát sự kiện xã hội, nhà xã hội học phải loại bỏ các thành kiến của cá nhân, phải xác định rõ hiện tượng nghiên cứu, phải tìm ra các chỉ báo thực nghiệm của hiện tượng nghiên cứu. Quy tắc này chỉ rõ, coi sự kiện xã hội như là "sự vật", tức là tồn tại ở bên ngoài, khách quan, có thể quan sát được, thì mới có thể sử dụng được các phương pháp thực chứng để nghiên cứu các đặc điểm, tính chất và quy luật của sự kiện xã hội. Hơn nữa, chỉ khi nào nghiên cứu các hiện tượng xã hội như niềm tin, chuẩn mực, đạo đức với tư cách là các sự vật đặc biệt trong hiện thực khách quan, xã hội học mới không bị quy về tâm lý học cá nhân. Từ đó, có quy tắc giải thích "ngang cấp" - giải thích hiện tượng xã hội này bằng hiện tượng xã hội khác.
2. Nhóm quy tắc thứ hai, đòi hỏi nhà nghiên cứu xã hội học phải phân biệt được cái chuẩn mực, cái "bình thường" với cái dị biệt, cái "không bình thường" vì mục tiêu sâu xa của khoa học xã hội học là tạo dựng và chỉ ra những gì là mẫu mực, tốt lành cho cuộc sống của con người. Cách tốt nhất để xác định cái chuẩn mực, cái bình thường là phát hiện ra cái thường gặp, cái chung, cái trung bình, cái điển hình của xã hội cụ thể trong giai đoạn phát triển lịch sử nhất định. Căn cứ vào đó, có thể coi tất cả những gì lệch chuẩn khác với cái chung là dị biệt, là không bình thường.
3. Nhóm quy tắc thứ ba, liên quan tới việc phân loại các xã hội để hiểu tiến trình phát triển xã hội. Durkheim cho rằng cần phân loại xã hội dựa vào bản chất và số lượng các thành phần cấu thành nên xã hội, cũng như cần căn cứ vào phương thức, cơ chế, hình thức kết hợp các thành phần đó.
4. Nhóm quy tắc thứ tư, đòi hỏi khi giải thích các hiện tượng xã hội, cần phải phân biệt nguyên nhân "hiệu quả", tức là nguyên nhân gây ra hiện tượng với chức năng mà hiện tượng thực hiện. Theo Durkheim, nghiên cứu xã hội học có hai nhiệm vụ:
  - Nhiệm vụ thứ nhất, là chỉ ra điều kiện, yếu tố và nguyên nhân gây hiện tượng xã hội;
  - Nhiệm vụ thứ hai, là phân tích chức năng, hệ quả của hiện tượng xã hội đối với cả hệ thống xã hội, bối cảnh xã hội mà hiện tượng đó diễn ra. Đây là một trong những quy tắc làm cơ sở phát triển trường phái chức năng luận trong xã hội học.
5. Nhóm quy tắc thứ năm, là các quy tắc chứng minh xã hội học.
  - Thứ nhất, quy tắc này đòi hỏi phải so sánh hai hay nhiều hơn các xã hội để xem liệu một sự kiện đã cho trong một xã hội mà không hiện diện trong xã hội khác có gây ra sự khác biệt nào trong các xã hội đó không;
  - Thứ hai, có thể áp dụng quy tắc chứng minh "biến thiên tương" như trong nghiên cứu xã hội; nếu hai sự kiện tương quan với nhau và một trong hai sự kiện đó được coi là nguyên nhân gây ra sự kiện kia, và trong khi các sự kiện khác cũng có thể là nguyên nhân nhưng không thể loại trừ được mối tương quan giữa hai sự kiện này thì cách giải thích nhân quả như vậy có thể coi là "đã được chứng minh".

Các phương pháp luận nêu trên đã được Durkheim vận dụng trong tất cả các công trình nghiên cứu của ông về phân công lao động, về tôn giáo, về hội nhập xã hội, v.v... Vì vậy, ngày nay các nhà xã hội học hiện đại tìm thấy ở xã hội học của Durkheim những mẫu mực về nghiên cứu xã hội học thực nghiệm.

## Khái niệm cơ bản trong xã hội học Durkheim
Ngoài các khái niệm cơ bản là sự kiện xã hội, xã hội học của Durkheim bao gồm một hệ thống các khái niệm cơ bản khác như đoàn kết xã hội, ý thức tập thể, cơ cấu học xã hội (còn gọi là cấu tạo học xã hội), đoàn kết hữu cơ, đoàn kết cơ học, biến đổi xã hội, chức năng xã hội, dị biệt học xã hội (còn gọi là bệnh lý học xã hội), v.v...
Đoàn kết xã hội (social solidarity)
Khái niệm đoàn kết xã hội của Durkheim có nội dung gần giống với khái niệm hội nhập xã hội đang sử dụng hiện nay. Ông đã dùng khái niệm đoàn kết xã hội để chỉ các mối quan hệ giữa cá nhân và xã hội, giữa các cá nhân với nhau, giữa cá nhân với nhóm xã hội. Nếu như không có sự đoàn kết xã hội thì các cá nhân riêng lẻ, biệt lập không thể tạo thành xã hội với tư cách là một chỉnh thể.
Đoàn kết cơ học
Khái niệm đoàn kết cơ học là kiểu đoàn kết xã hội dựa trên sự thuần nhất, đơn điệu của các giá trị và niềm tin. Các cá nhân gắn bó với nhau vì sự kiềm chế mạnh mẽ từ phía xã hội và vì lòng trung thành của cá nhân đối với truyền thống, tập tục và quan hệ gia đình. Sức mạnh của ý thức tập thể có khả năng chi phối và điều chỉnh suy nghĩ, tình cảm và hành động của các cá nhân. Trong xã hội kiểu cơ học, quyền tự do, tinh thần tự chủ và tính độc lập của các cá nhân rất thấp. Sự khác biệt và tính độc đáo của cá nhân là không quan trọng. Xã hội gắn kết kiểu cơ học thường có quy mô nhỏ, nhưng ý thức cộng đồng cao, các chuẩn mực, luật pháp mang tính chất cưỡng chế.
Đoàn kết hữu cơ
Khái niệm đoàn kết hữu cơ là kiểu đoàn kết dựa trên sự phong phú, đa dạng của các mối liên hệ, tương tác giữa các cá nhân và các bộ phận cấu thành nên xã hội. Trong xã hội kiểu hữu cơ, mức độ và tính chất chuyên môn hóa chức năng càng cao thì các bộ phận trong xã hội càng phụ thuộc, gắn bó và đoàn kết chặt chẽ với nhau. Xã hội đoàn kết hữu cơ thường có quy mô lớn, ý thức cộng đồng yếu, nhưng tính độc lập, tự chủ cá nhân được đề cao; Các quan hệ xã hội chủ yếu mang tính chất trao đổi và được luật pháp, khế ước kiểm soát và bảo vệ.
Durkheim cho rằng xã hội truyền thống chủ yếu dựa vào đoàn kết cơ học, xã hội hiện đại tồn tại và phát triển trên cơ sở đoàn kết hữu cơ. Sự biến đổi xã hội từ dạng này sang dạng khác bắt nguồn từ những thay đổi có tính quy luật thể hiện qua các sự kiện xã hội vật chất và phi vật chất.